# Bürgerschaftswahl in Hamburg 1991
- GAL: 9
- SPD: 61
- FDP: 7
- CDU: 44

- Regierung: 61
- Opposition: 60

Am 2. Juni 1991 fand die Wahl zur 14. Wahlperiode der Bürgerschaft der Freien und Hansestadt Hamburg (Bürgerschaftswahl) statt.

## Wahl
Es wurden erstmals 121 Abgeordnete in die Bürgerschaft gewählt (vorher 120). Die SPD errang die Mehrheit mit einem Sitz (61 Sitze) und konnte so allein die Regierung stellen. Es waren 1.256.147 Hamburger aufgerufen das Parlament zu wählen. Es wurden 819.773 gültige Stimmen abgegeben. Das entspricht einer Wahlbeteiligung von 66,1 %. Die Hamburger Bürgerschaft trat am 19. Juni 1991 zu ihrer konstituierenden Sitzung zusammen. Die Wahl wurde nach eine Beschwerde von CDU-Politikern vom Hamburgischen Verfassungsgericht für ungültig erklärt. Daher wurde als Ersatz bereits 1993 eine neue Bürgschaftswahl ausgerufen (siehe Bürgerschaftswahl in Hamburg 1993).
| Partei             | Stimmanteil | Sitze |
| ------------------ | ----------- | ----- |
| SPD                | 48,0 %      | 61    |
| CDU                | 35,1 %      | 44    |
| Grüne/GAL          | 7,2 %       | 9     |
| FDP                | 5,4 %       | 7     |
| REP                | 1,2 %       | -     |
| Graue              | 0,9 %       | -     |
| HLA                | 0,7 %       | -     |
| AL                 | 0,5 %       | -     |
| PDS/LL             | 0,5 %       | -     |
| PBC                | 0,2 %       | -     |
| CM                 | 0,1 %       | -     |
| NL                 | 0,1 %       | -     |
| Glückliche Zukunft | 0,1 %       | -     |
| Rentner Jetzt      | 0,1 %       | -     |
| DKP                | 0,1 %       | -     |
| WGH                | 0,0 %       | -     |
| FSU                | 0,0 %       | -     |

→ Siehe auch: Liste der Mitglieder der Hamburgischen Bürgerschaft (14. Wahlperiode)

## Ausgangsbasis
Bei dieser Bürgerschaftswahl stellte sich die seit 1987 amtierende Koalition aus SPD und FDP der Wiederwahl.
SPD-Spitzenkandidat war der seit 1988 amtierende Erste Bürgermeister Henning Voscherau, sein Gegenkandidat der CDU-Politiker Hartmut Perschau.

## Ergebnis
Die SPD erzielte eine hauchdünne Mehrheit der Mandate. Die FDP lehnte daher eine Neuauflage der Koalition ab, so dass die SPD den Senat allein stellte. Außer Christina Weiss (parteilos) gehörten alle Senatoren der Sozialdemokratischen Partei an. Zum Ersten Bürgermeister wurde Henning Voscherau gewählt (Siehe: Senat Voscherau II).

## Demographie (Stand Dezember 1991)
Die jüngste Abgeordnete der Bürgerschaft war Madeleine Göhring von der CDU.
|                    | SPD-Fraktion | CDU-Fraktion | GAL-Fraktion | FDP-Fraktion | Gesamt     |
| ------------------ | ------------ | ------------ | ------------ | ------------ | ---------- |
| Durchschnittsalter | 48,3 Jahre   | 49,5 Jahre   | 42,2 Jahre   | 54,0 Jahre   | 48,6 Jahre |
| Frauenquote        | 22,7 %       | 37,7 %       | 55,6 %       | 28,6 %       | 33,1 %     |
| Erstmals gewählt   | 25           | 7            | 7            | 0            | 39         |

## Hauptthemen während der 14. Wahlperiode
1991 klagte eine Gruppe von etwa 20 CDU-Mitgliedern wegen Bedenken gegen die Gültigkeit der Bürgerschaftswahl vom 2. Juni 1991 und von sechs der sieben Bezirksversammlungswahlen desselben Tages. Die Kandidatenaufstellung bei der CDU hätte gegen Wahlrechtsgrundsätze verstoßen. Das Hamburgische Verfassungsgericht gab dem Antrag am 4. Mai 1993 statt. Es kam zu Neuwahlen am 19. September 1993. Der Verleger Markus Wegner, ehemals CDU und Mitkläger, gründete die STATT Partei.